# アルピーノ
アルピーノ（伊: Arpino）は、イタリア共和国ラツィオ州フロジノーネ県にある、人口約6,600人の基礎自治体（コムーネ）。
ローマ都市アルピヌム（ラテン語: Arpinum）に起源を持ち、共和政ローマ末期に大きな足跡を残した2人の政治家、軍制改革を行ったガイウス・マリウスと、弁論家として知られたキケロの故郷である。

## 地理

### 位置・広がり
フロジノーネ県の中央部に位置する。県都フロジノーネから東へ22km、カッシーノから北西へ25km、ローマから東南東へ97km、ナポリから北北西へ104kmの距離にある。

#### 隣接コムーネ
隣接するコムーネは以下の通り。
- ブロッコステッラ
- カザラッティコ
- カザルヴィエーリ
- カステッリーリ
- フォンターナ・リーリ
- フォンテキアーリ
- イーゾラ・デル・リーリ
- モンテ・サン・ジョヴァンニ・カンパーノ
- サントパードレ
- ソーラ

### 気候分類・地震分類
アルピーノにおけるイタリアの気候分類 (it) および度日は、zona E, 2123 GGである。
また、イタリアの地震リスク階級 (it) では、zona 1 (sismicità alta) に分類される。

## 行政

### 分離集落
アルピーノには、以下の分離集落（フラツィオーネ）がある。
- Abate, Carnello, Civitavecchia, Collecarino, Vallefredda, Vallone, Vignepiane, Colle Lo Zoppo, Sant'Amasio, Forglieta, Scaffa, Panaccio

## 人物

### 著名な出身者
- ガイウス・マリウス - 共和政ローマの軍人・政治家
- マルクス・トゥッリウス・キケロ - 共和政ローマの政治家・文筆家・哲学者
- ジュゼッペ・チェーザリ - 16-17世紀の画家。通称カヴァリエーレ・ダルピーノ。
- ジョアッキーノ・コンティ - 18世紀のカストラート歌手。通称ジッツィエッロ。
- アンジェロ・パリジ - イギリス・フランスの柔道家

### ゆかりの人物
- エンニオ・モリコーネ - 作曲家。ルーツは当地にある。名誉市民。
- ウンベルト・マストロヤンニ（英語版） - 彫刻家。名誉市民。